# Nikita Mandryka
Nikita Mandryka (ur. 20 października 1940 w Bizercie, zm. 13 czerwca 2021 w Genewie) – francuski rysownik prasowy i komiksowy. 
Zaczął rysować w magazynie Vaillant,  w 1967 roku przeniósł się do magazynu Pilote, następnie założył i tworzył dla L'Écho des Savanes wspólnie z Claire Bretécher i Marcelem Gotlibem w 1972 roku. Opuścił ten magazyn w 1979 roku, wracając do Pilote jako dyrektor redakcyjny. Jego główne i bardziej znane dzieła to Concombre masque (Zamaskowany ogórek), Les Minuscules (Małe litery), Les Gardiens du Maser (Strażnicy Masera) czy Le type au Reuri (Facet w Reuri).

## Nagrody i wyróżnienia
- 1988: Nagroda Międzynarodowego Festiwalu Komiksu w Angoulême dla najlepszego komiksu promocyjnego;
- 1994: Grand Prix miasta Angoulême
- 2005: Nagroda Międzynarodowego Festiwalu Komiksu w Angoulême
- Asteroida 157747 Mandryka nosi imię Nikity Mandryka.